# Creatonotos arabica
Creatonotos arabica là một loài bướm đêm thuộc phân họ Arctiinae, họ Erebidae.